# Канал (Марий Эл)
 Канал  — посёлок в Моркинском районе Республики Марий Эл. Входит в состав городского поселения Морки.

## География
Находится в юго-восточной части республики Марий Эл на расстоянии менее 3 км на восток-северо-восток от районного центра посёлка Морки.

## История
Посёлок образован в 1950-е года, когда здесь появилась сплавная контора. В 1965 по 1988 год здесь работал дом-интернат для престарелых. В посёлке в тот период работали ферма, столовая, баня, клуб, медпункт, школа. С 1999 года работают частная пилорама и магазин Моркинского райпо. В 2003 году отмечено 39 хозяйств.

## Население
Население составляло 113 человек (мари 86 %) в 2002 году, 69 в 2010.